# Pic Paradis
Pic Paradis – szczyt na wyspie Saint-Martin należącej do archipelagu Małych Antyli. Jest to najwyższy szczyt Saint-Martin, terytorium zależnego Francji..